# Liste d'œuvres d'art public dans l'Ariège
Cet article vise à recenser les œuvres d'art dans l'espace public dans le département de l'Ariège, en France.

## Liste

### Sculpture
| Œuvre                                       | Auteur               | Commune        | Localisation                     | Notes                                                 | Installation | Coordonnées                      | Illustration             |
| ------------------------------------------- | -------------------- | -------------- | -------------------------------- | ----------------------------------------------------- | ------------ | -------------------------------- | ------------------------ |
| Vierge à l'Enfant                           | À déterminer         | Artigat        | À déterminer                     |                                                       | À déterminer | 43° 08′ 05″ nord, 1° 26′ 25″ est | Image manquante          |
| Rocher de la Vierge                         | Mathurin Moreau      | Ax-les-Thermes | À déterminer                     |                                                       | À déterminer | 42° 42′ 58″ nord, 1° 50′ 10″ est | Image manquante          |
| Chemin de pierre                            | Robert Mathey        | Balaguères     | Alas                             |                                                       | À déterminer | 42° 56′ 52″ nord, 1° 02′ 28″ est | Chemin de pierre         |
| Buste de Gabriel Fauré,                     | Emmanuel Frémiet     | Foix           | Allée de Villote                 | Représente Gabriel Fauré.                             | 1931         | 42° 57′ 48″ nord, 1° 36′ 16″ est | Image manquante          |
| La Jeune Femme et le Monde                  | Nicolas Kessler      | Foix           | Cours Gabriel-Fauré              |                                                       | 1999         | 42° 57′ 49″ nord, 1° 36′ 15″ est | Image manquante          |
| Buste de Raoul Lafagette,                   | Henri Proszynski (d) | Foix           | Dans la cour de l'hôtel de ville |                                                       | 1951         | 42° 57′ 50″ nord, 1° 36′ 20″ est | Image manquante          |
| Statue de Joseph Lakanal                    | Émile Picault        | Foix           | Allées de Villote                | Représente Joseph Lakanal.                            | 1882         | 42° 57′ 49″ nord, 1° 36′ 25″ est | Statue de Joseph Lakanal |
| Le Petit Bois                               | Jean-Luc Favéro      | Foix           | Archives départementales         |                                                       | 2010         | 42° 57′ 21″ nord, 1° 36′ 14″ est | Image manquante          |
| Sans titre                                  | Olivier Ledoux       | Le Fossat      | Rond-point nord                  |                                                       | À déterminer | 43° 10′ 48″ nord, 1° 24′ 14″ est | Image manquante          |
| Buste de Gabriel Fauré                      | André Méric          | Pamiers        | Montée de Castella.              |                                                       | 1927         | à géolocaliser                   | Buste de Gabriel Fauré   |
| Nymphe surprise au bain                     | Mathurin Moreau      | Pamiers        | Dans le parc municipal           |                                                       | À déterminer | 43° 06′ 48″ nord, 1° 36′ 43″ est | Image manquante          |
| Monument national aux Guérilleros espagnols | Manolo Valiente      | Prayols        | Dans le parc municipal           | Hommage aux Républicains espagnols dans la Résistance | 1982         | 42° 55′ 42″ nord, 1° 37′ 28″ est | Image manquante          |
| Buste d'Oscar Auriac                        | À déterminer         | Saint-Girons   | En face du porche de l'église    |                                                       | 1950         | 42° 59′ 03″ nord, 1° 08′ 39″ est | Buste d'Oscar Auriac     |
| Monument à Aristide Bergès                  | Carlo Sarrabezolles  | Saint-Girons   | Piscine municipale               | Représente Aristide Bergès.                           | 1952         | 42° 59′ 12″ nord, 1° 08′ 28″ est | Image manquante          |
| Monument à la République                    | À déterminer         | Saint-Girons   | Allées du Champ-de-Mars          |                                                       | 1889         | 42° 58′ 57″ nord, 1° 08′ 46″ est | Image manquante          |

### Monuments aux morts
| Œuvre                                    | Auteur                      | Commune            | Localisation                                    | Notes                                | Installation | Coordonnées                      | Illustration                        |
| ---------------------------------------- | --------------------------- | ------------------ | ----------------------------------------------- | ------------------------------------ | ------------ | -------------------------------- | ----------------------------------- |
| Poilu au repos (monument aux morts)      | Copie d'après Étienne Camus | Arrien-en-Bethmale | À déterminer                                    |                                      | 1925         | à géolocaliser                   | Image manquante                     |
| Monument aux morts                       | À déterminer                | Biert              | À déterminer                                    |                                      | À déterminer | à géolocaliser                   | Monument aux morts                  |
| Monument aux morts                       | Antoine Bourdelle           | Capoulet-et-Junac  | Au bord de la RD 8                              | Sculpture offerte par Mme Bourdelle. | 1935         | à géolocaliser                   | Monument aux morts                  |
| Monument aux morts                       | À déterminer                | Laroque-d'Olmes    | À déterminer                                    |                                      | À déterminer | à géolocaliser                   | Monument aux morts                  |
| Monument aux morts                       | Gustave Violet              | Mazères            | Dans un square sur la place du 11-Novembre-1918 | Inscrit MH (2018).                   | 1927         | 43° 15′ 01″ nord, 1° 40′ 36″ est | Monument aux morts de Mazères       |
| Poilu au repos (monument aux morts)      | Copie d'après Étienne Camus | Montferrier        | À déterminer                                    | Inscrit MH (2007).                   | 1921         | à géolocaliser                   | Poilu au repos (monument aux morts) |
| Poilu au repos (monument aux morts)      | Copie d'après Étienne Camus | Orgibet            | Au bord de la RD 618, près de la mairie         |                                      | À déterminer | 42° 56′ 03″ nord, 0° 56′ 17″ est | Monument aux morts d'Orgibet        |
| Monument aux morts                       | Henri Proszynski            | Pamiers            | Dans le square du Souvenir-Français             | Inscrit MH (2018).                   | 1923         | 43° 06′ 53″ nord, 1° 37′ 05″ est | Monument aux morts de Pamiers       |
| Monument aux morts                       | Louis Maubert               | Prat-Bonrepaux     | Place Charles de Gaulle                         |                                      | À déterminer | à géolocaliser                   | Monument aux morts                  |
| Monument aux morts                       | Jean-Marie Fourès           | Saint-Girons       | Sur la place François-Camel                     | Inscrit MH (2018).                   | 1924         | 42° 59′ 07″ nord, 1° 08′ 30″ est | Monument aux morts de Saint-Girons  |
| Le Poilu victorieux (monument aux morts) | Copie d'après Eugène Bénet  | Saurat             | À déterminer                                    | Inscrit MH (2007).                   | À déterminer | 42° 52′ 38″ nord, 1° 32′ 05″ est | Monument aux morts de Saurat        |
| Monument aux morts                       | Paul Silvestre              | Saverdun           | Devant la mairie                                | Inscrit MH (2007).                   | À déterminer | à géolocaliser                   | Monument aux morts                  |
| Poilu au repos (monument aux morts)      | Copie d'après Étienne Camus | Seix               | À déterminer                                    | Érigé[Où ?] en 1922.                 | 2005         | à géolocaliser                   | Image manquante                     |
| Monument aux morts                       | À déterminer                | Varilhes           | À déterminer                                    |                                      | À déterminer | à géolocaliser                   | Monument aux morts                  |

### Fontaines
| Œuvre              | Auteur          | Commune              | Localisation                | Notes                                                                           | Installation | Coordonnées                      | Illustration           |
| ------------------ | --------------- | -------------------- | --------------------------- | ------------------------------------------------------------------------------- | ------------ | -------------------------------- | ---------------------- |
| L'Enfant au caïman | Mathurin Moreau | Ax-les-Thermes       | Sur la place du Couloubret  |                                                                                 | À déterminer | 42° 43′ 15″ nord, 1° 50′ 22″ est | Image manquante        |
| Fontaine           | À déterminer    | Ax-les-Thermes       | Sur la place Roussel        |                                                                                 | À déterminer | 42° 43′ 12″ nord, 1° 50′ 16″ est | Image manquante        |
| Buffet d'eau       | À déterminer    | La Bastide-de-Lordat | Promenade du Lavoir         |                                                                                 | 1912         | 43° 08′ 35″ nord, 1° 42′ 43″ est | Image manquante        |
| L'Enfant à la rame | Mathurin Moreau | Foix                 | Sur la place Georges-Duthil |                                                                                 | À déterminer | 42° 57′ 56″ nord, 1° 36′ 32″ est | Image manquante        |
| Fontaine           | À déterminer    | Le Fossat            | Sur la place Jean-Aicard    |                                                                                 | À déterminer | 43° 10′ 27″ nord, 1° 24′ 28″ est | Image manquante        |
| Fontaine           | À déterminer    | Saint-Amadou         | Sur la place Saint-Amat     |                                                                                 | 1895         | 43° 06′ 39″ nord, 1° 43′ 22″ est | Image manquante        |
| Fontaine           | À déterminer    | Saint-Lizier         | Sur la place de l'Église    | Déesse Ino avec rame en main gauche et jarre en main droite d'où coule de l'eau | À déterminer | 43° 00′ 06″ nord, 1° 08′ 15″ est | Fontaine, Saint-Lizier |
| Fontaine           | À déterminer    | Tarascon-sur-Ariège  | Sur la place Félix-Garrigou |                                                                                 | À déterminer | à géolocaliser                   | Fontaine               |